# Portugál Wikipédia
A portugál Wikipédia (portugálul Wikipédia em português vagy Wikipédia lusófona)  a Wikipédia projekt portugál nyelvű változata, egy szabadon szerkeszthető internetes enciklopédia. 2001. május 11-én indult és 2015 decemberében közel 90 000 szócikkből áll, ezzel az összes Wikipédia szócikkeinek számát tekintve a portugál nyelvű a tizennegyedik helyen áll.
2015 decemberében kb. 1 680 000 szerkesztője közül (akik közül kb. 6000 aktív, vagyis az elmúlt 30 napban is szerkesztett) 62 rendelkezett adminisztrátori jogokkal.

## Mérföldkövek

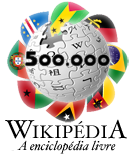
A Portugál Wikipédia 500 000. szócikkének megszületésére létrehozott logó

- 2001. május 11.: Elindul a Portugál Wikipédia
- 2001. május 22.: Az első felhasználó, João Miranda regisztrál a Wikipédiára.[1]
- 2001. július 21.: Megszületik az első szócikk, amely a Bolygó-ról szól.
- 2003. március 1.: Megszületik az 1 000. szócikk.[2]
- 2004. február 1.: Megszületik az 1 500. szócikk.[3]
- 2004. április 22.: Megszületik az 5 000. szócikk.[3]
- 2004. július 9.: Megszületik a 10 000. szócikk.[3]
- 2005. május 21.: Megszületik az 50 000. szócikk.[4]
- 2006. január 26.: Megszületik a 100 000. szócikk.[5]
- 2006. június 23.: Megszületik a 150 000. szócikk.[5]
- 2006. november 29: Megszületik a 200 000. szócikk.[5]
- 2007. április 8: Megszületik a 250 000. szócikk.[6]
- 2007. október 10.: Megszületik a 300 000. szócikk.[6]
- 2007. december 31.: Megszületik a 350 000. szócikk[6]
- 2008. június 22.: Megszületik a 400 000. szócikk.[7]
- 2008. december 6.: Megszületik a 450 000. szócikk.[7][8]
- 2009. augusztus 12.: Megszületik az 500 000. szócikk.[9]
- 2010. március 6.: Megszületik az 550 000. szócikk.[10]
- 2010. augusztus 17.: Megszületik a 600 000. szócikk.
- 2011. május 22.: Megszületik a 685 000. szócikk.
- 2011. október 8.: Megszületik a 700 000. szócikk.
- 2012. augusztus 15.: Megszületik a 750 000. szócikk.
- 2018. június 26.:  Megszületik az 1 000 000. szócikk.
- Jelenlegi szócikkek száma: 1 030 154 (2020. május 1.)

## Fordítás
- Ez a szócikk részben vagy egészben  a   Wikipédia em português című portugál Wikipédia-szócikk fordításán alapul.  Az eredeti cikk szerkesztőit annak laptörténete sorolja fel. Ez a jelzés csupán a megfogalmazás eredetét és a szerzői jogokat jelzi, nem szolgál a cikkben szereplő információk forrásmegjelöléseként.